# Boeing 247
Boeing 247 (військове позначення С-73) — американський 10-місний пасажирський літак, перший серійний суцільнометалевий авіалайнер з вільнонесучим крилом, шасі, що забирається, фюзеляжем типу підлоги монококів і автопілотом.

## Історія

### Розробка
У 1931 році компанія Boeing Airplane Company приступила до розробки швидкісного двомоторного бомбардувальника ХВ-9. Раніше в 1930 році фірма побудувала революційний для того часу транспортний і поштово-вантажний одномоторний суцільнометалевий літак Boeing 200 Monomail, з шасі, що забирається.
В247 — прямий спадкоємець експериментального двомоторного бомбардувальника Boeing Y1B-9, який вперше піднявся в повітря в 1931, але не пішов у серію. Незважаючи на те, що Boeing 200 Monomail і ХВ-9 мали масу технічних переваг вони не стали комерційно успішними. Коли ХВ-9 був ще в кресленнях, керівництво фірми санкціонували розробку авіалайнера, що втілив у собі революційні риси обох машин.
Специфікація на проектований літак, передана авіакомпаніям 1932 року, була справді революційною. Це був перший в США суцільнометалевий авіалайнер з відмінними аеродинамічні характеристики. Авіакомпанії холдингу UATC (United Aircraft Transport Corp.) замовили 59 літаків, вони розраховували повністю оновити парк магістральних авіалайнерів.
Розробка В247 була обтяжена внутрішніми розбіжностями усередині Boeing. Головний інженер компанії наполягав, щоб нова машина не перевершувала за розмірами існуючі моделі; представники замовника (у тому числі Ігор Сікорський) вимагали збільшення габаритів та місткості. В результаті перемогли прихильники менших габаритів, літак вийшов десятимісним — що зумовило швидку поразку від конкуруючих машин Douglas. Конструктивною особливістю В247, успадкованою від В-9 і завдавав незручності пасажирам, був лонжерон, що проходив через середину пасажирського салону.
Boeing 247 був першим двомоторним літаком другого покоління. Вперше на літаку було впроваджено пневматичну протизледеннювальну систему періодичної дії, встановлену на передніх кромках крила, кіля та стабілізатора. Це був перший авіалайнер, здатний продовжувати набір висоти з одним двигуном. Автопілот та радіообладнання дозволяли літати вночі та в умовах поганої видимості. Вперше на пасажирському літаку було встановлено систему кондиціювання повітря та застосовано ефективну шумоізоляцію.
Замовники квапили конструкторське бюро Boeing, тому було ухвалено рішення не будувати прототипи та запустити серійне виробництво на стадії проектування. 8 лютого 1933 року перший літак Boeing 247 піднявся в повітря із заводського аеродрому в Сіетлі.

### Експлуатація
Перший літак було передано в авіакомпанію, що обслуговує східні штати, у березні 1933 року. Літак використовувався на трасі Нью-Йорк — Чикаго. Порівняно з раніше експлуатованими авіалайнерами, час у дорозі маршрутом скоротився з восьми до чотирьох годин. Число щоденних рейсів з Нью-Йорка до Чикаго досягало одинадцяти.
Останній літак Boeing 247, замовлений авіахолдингом UATC, був поставлений на початку 1934 року. Модернізація парку літаків дозволила авіакомпаніям, що входять до холдингу, створити систему швидкісних трансконтинентальних ліній від Атлантики до Тихого океану. Головними були траси Нью-Йорк — Клівленд — Чикаго — Омаха — Солт-Лейк-Сіті — Сан-Франциско — Лос Анджелес і вздовж тихоокеанського узбережжя від Сіетла до Сан-Дієго.
Ініціативна розробка Boeing, B247 призначався для «своїй» авіакомпанії Boeing Air Transport (1934 перетвореної на United Airlines), що обрала 60 з 75 побудованих машин. Пізніше парк був викуплений Western Air Express. Десять машин викупила United Aircraft, чотири — Lufthansa, один — «молодий маршал» Чжан Сюелян, син Чжан Цзоліня. У першій половині 1933 В247 пройшов льотні випробування, був запущений в серію (25 машин до травня 1933) і поставлений в регулярну експлуатацію. Переліт на В247 від Нью-Йорка до Лос-Анджелеса займав 20 годин льотного часу (не включаючи семи проміжних зупинок) — на 7 годин швидше конкурентів, що існували в 1933 році.
Два літаки Boeing 247 придбала німецька Deutsche Lufthansa. Це була операція прикриття, німці не мали наміру експлуатувати куплені літаки. Метою було вивчення нових американських технологій. Літаки були передані конструкторам, пізніше вивчаючи німецькі бойові літаки, фахівці фірми Boeing з подивом виявляли деталі та вузли, скопійовані з Boeing 247. Виробництво авіалайнера було припинено у листопаді 1934 року.
З 1935 року авіакомпанії холдингу UATC стали поступово виводити з експлуатації Boeing 247 і купувати досконаліші авіалайнери. Декілька літаків було придбано колумбійською авіакомпанією, де вони експлуатувалися на внутрішніх авіалініях. Вісім літаків у 1940 році було передано канадським ВПС. Декілька літаків були придбані невеликими приватними авіакомпаніями США та використовувалися для пасажирських перевезень на внутрішніх маршрутах. Зі вступом США у Другу Світову війну 27 літаків було придбано армією США, де вони отримали позначення С-73. Передбачалося, що їх можна використовувати для перевезення вантажів та особового складу, але виявилося, що для цих цілей у літака занадто вузькі двері і літак використовували для перекидання льотних екіпажів і як навчальні. Наприкінці 1944 року військові передали літаки Boeing 247 авіакомпаніям США та Мексики.
До наших днів збереглося чотири екземпляри літака: у Національному аерокосмічному музеї у Вашингтоні, в авіаційному музеї Сіетла, у Національному музеї науки та техніки у Роккліфі (Канада) та у музеї науки у Рогтоні (Велика Британія). Boeing 247, що знаходиться в Сіетлі, придатний для польотів.

### Теракт та авіакатастрофи
За час експлуатації 12 літаків зазнали катастрофи. 7 жовтня 1935 року через помилку пілота літак зіткнувся з горбом, загинули 12 людей . 27 грудня 1936 року, за умов поганої видимості, розбився літак у горах під Сан-Франциско. 1 серпня 1945 року зазнав катастрофи авіалайнер у мексиканських горах. Це авіакатастрофи з найбільшою кількістю жертв.
10 жовтня 1933 року на борту NC13304, який виконував регулярний рейс Клівленд — Чикаго, стався вибух, загинули всі троє членів екіпажу і четверо пасажирів. Розслідування показало, що один із пасажирів, ім'я якого залишилося невідомим, проніс на борт вибуховий пристрій на основі сполук нітрогліцерину. Цей рейс вважається першим актом тероризму, скоєним на борту повітряного судна, а стюардеса, що загинула, Еліс Скрібнер — першою стюардесою — жертвою авіакатастрофи.

### Конкуренти
Авіакомпанія TWA, яка не брала участі в проекті, вивчивши переваги і слабкості досвідченого екземпляра В247, негайно доручила Дональду Дугласу розробку нової тримоторної машини з урахуванням досвіду В247. Дуглас переконав TWA, що вже виконаний ним проект двомоторного авіалайнера на голову вищий за B247, а тримоторна схема тільки ускладнює конструкцію та її обслуговування. У тому ж 1933 році в небо піднявся експериментальний Douglas DC-1, за яким пішли серійні Douglas DC-2. Boeing відповів покращеною висотною моделлю B247D, зі змінним кроком повітряних гвинтів. У 1934 році B247D програв Дугласу гонку на приз МакРобертсона за маршрутом Англія — Австралія. 14-місний DC-2 відібрав ринки збуту і у В247, і його попередника Ford Trimotor.

## Конструкція
Boeing 247 — двомоторний суцільнометалевий обтічний моноплан з низькорозташованим вільнонесучим крилом і шасі, що забирається.
Фюзеляж — типу напівмоноко овального перерізу. Ціліснометалічний. Фюзеляж було конструктивно поділено кілька відсіків. У носовій частині був відсік для пошти, за ним відсік радіообладнання. Далі двомісна пілотська кабіна. За пілотською кабіною десятимісний пасажирський салон, пасажирські крісла розташовувалися по п'ять крісел уздовж бортів. У задній частині салону крісло для бортпровідника. Над кріслами були передбачені сітчасті полиці для ручної поклажі. Вхід у пасажирський салон розташовувався праворуч. Пасажирські крісла мали регульований нахил і були на відстані 102 см один від одного. Кожне пасажирське місце було встановлене у широкого ілюмінатора та комплектувалося індивідуальною лампочкою для читання та обладнанням обігріву та вентиляції. Шумопоглинаюча обшивка салону додатково гасила шум від моторів та вібрацію. Наприкінці салону розташовувався туалет та поштово-багажний відсік. Підлога кабіни дерев'яна, покрита лінолеумом. Лобове скло було скошено вперед на перших екземплярах, але потім лобове скло було нахилено до корми назад.
Крило — вільнонесуче, суцільнометалеве, дволонжеронне, трапецієподібне в плані. Крило складається з трьох частин: центроплан, середня частина та закінчування. Лонжерон крила проходив через пасажирський салон і об нього постійно спотикалися пасажири. Механізація крила — елерони з тримерами. У передній кромці середньої частини крила встановлені посадкові прожектори.
Хвостове оперення — цельметалеве однокільове класичної схеми. Стабілізатор вільно несучи з кермами висоти. Рулі висоти та кермо напряму були забезпечені тримерами.
Шасі — двоопорне забирається з хвостовим колесом. На кожній опорі було встановлено одне колесо з шинами низького тиску. Амортизація опор гідропневматична. Колеса були забезпечені гальмами із гідроприводом. Основні стійки забиралися в нішу на нижній поверхні крила, частина коліс залишалася зовні. Прибирання шасі здійснювалося автоматично за допомогою гідравліки, була ручна аварійна система підйому.
Силова установка — два поршневі 9-циліндрові зіркоподібні двигуни повітряного охолодження Pratt &amp; Whitney R-1340 Wasp модифікації S1H1-G, потужністю 550 к.с. кожен. Двигуни встановлювалися в мотогондолах у передній кромці крила. Для зниження лобового опору повітря двигуни закривалися кільцевим обтічником (кільце Тауненда). Паливні баки розташовувалися в крилі між лонжеронами, масляні баки перебували у мотогондолах. Запас палива — 273 американських галонів. Повітряний гвинт суцільнометалевий трилопатевий кроку, що змінюється.
Управління – здвоєні зі штурвальним колесом.
Літакні системи та обладнання — пневматична протизледенювальна система періодичної дії на передній кромці крила та оперення, система збирання шасі гідравлічна, електрична система від генератора, з приводом від двигуна, та акумуляторами, незалежні системи вентиляції пілотської та пасажирської кабін та туалету. Автопілот з гірополукомпасом, компас, висотомір, індикатор швидкопідйомності, покажчики повороту та ковзання, авіагоризонт, радіостанція. Обладнання для нічних польотів — навігаційні та посадкові вогні, парашутні освітлювальні трассери.

## Льотно-технічні характеристики
|                               |                                            |
| Параметр                      | Показник                                   |
| Довжина, м                    | 15,7                                       |
| Розмах крила, м               | 22,6                                       |
| Висота хвоста, м              | 3,8                                        |
| Площа крила, м²               | 78                                         |
| Двигуни                       | Два Pratt &amp; Whitney R-1340 Wasp S1H1-G |
| Тяга                          | 2 по 500 л. с.                             |
| Макс. швидкість, км/год       | 320                                        |
| Крейсерська швидкість, км/год | 304                                        |
| Дальність польоту, км         | 1200                                       |
| Висота польоту, м             | 7620                                       |
| Вага порожнього, кг           | 4055                                       |
| Макс. злітна вага, кг         | 7623                                       |

## Порівнянні літаки
- Douglas DC-2
- Lockheed Model 10 Electra